# Le Meunier et le Ramoneur
Pour plus de détails, voir Fiche technique et Distribution.
Le Meunier et le Ramoneur (The Miller and the Sweep) est un film britannique réalisé par George Albert Smith, sorti en 1897.
« En 1900, George Albert Smith était encore avec James Williamson à l'avant-garde de l'art cinématographique. » Tous deux sont les réalisateurs majeurs de l'École de Brighton qui a influencé tout le cinéma européen et nord-américain.

## Synopsis
Sur les falaises de Brighton, un moulin à vent tourne des ailes. Le meunier, portant un lourd sac de farine, apparaît et s'approche en direction de la caméra (le public du cinéma) dans la profondeur de champ. Il croise un ramoneur de cheminées qui entre dans le champ par la droite. Accidentellement, les deux hommes se télescopent et en viennent aux mains. Le meunier, blanc de farine, vide son sac sur la tête du noir ramoneur qui lui lance au visage la suie que contient son sac. Après une brève bagarre, les deux professionnels sortent par la gauche du cadre. Soudain, toute une foule d'hommes, de femmes et d'enfants entrent dans le champ par la droite et traverse le cadre à la suite des deux bagarreurs.

## Fiche technique
- Titre français : Le Meunier et le Ramoneur
- Titre original : The Miller and the Sweeper
- Réalisation : George Albert Smith
- Production : G.A.S. Films
- Pays :  Royaume-Uni
- Durée : 33 secondes
- Format : 35 mm, noir et blanc, muet
- Genre : Comédie Chase film
- Date : 1897

## Analyse
The Miller and the Sweep est un film burlesque. George Albert Smith utilise le noir et blanc avec humour, puisque rien n'est plus blanc et noir qu'un meunier couvert de farine et un ramoneur couvert de suie. Au-delà de la bataille des couleurs, l'arrivée improbable d'un nombreux public, sortant du hors-champ, est une innovation dans le gag. Pour le critique et historien de cinéma Noël Burch, l'originalité du film tient essentiellement dans cette apparition inattendue du public qui a assisté à la bataille, et qui, en quelque sorte, représente l'incursion des spectateurs du film dans le film.
Ce début de course-poursuite préfigure, selon le même auteur, le genre que lancera le réalisateur James Williamson, dès 1901, avec Au voleur !, « les films de poursuite (Chase Films) qui modulent à loisir la combinaison gendarme et voleur, chat et souris, et qui vont rencontrer un immense succès dans le monde entier. Filmer une poursuite pose un problème de forme, et plus exactement un problème de temps. Pour que le spectateur puisse jouir du spectacle, il faut trouver un moyen d'allonger la trajectoire de la course, c’est-à-dire le temps pendant lequel le couple poursuivi/poursuivant reste devant la caméra. » Cette difficulté n'est pas résolue, ni dans le film de George Albert Smith, ni dans celui de son collègue James Williamson. En effet, pour « allonger la trajectoire de la course », il y a deux moyens qui à cette époque ne sont pas connus des cinéastes du monde entier, mais que viennent juste de découvrir les cinéastes britanniques de l'École de Brighton. 
Le premier moyen est directement influencé par le talent de photographe de Louis Lumière qui, dans les films qu'il a réalisés, utilise la trajectoire dans la diagonale du champ.  L'espace et le mouvement construits autour de la diagonale du champ permet aux personnages de rester plus longtemps dans le champ de la caméra.
Le second moyen est le morcellement d'une action en plusieurs prises de vues qui se déroulent en plusieurs endroits, et qui sont reliées entre elles par une soudure à l'acétone qui leur permet de se succéder durant la projection, augmentant ainsi considérablement le temps dont dispose l'action globale. « George Albert Smith a compris que le plan est l'unité créatrice du film. Il n’est pas seulement "une image", il est l’outil qui permet de créer le temps et l’espace imaginaires du récit filmique, au moyen de coupures dans l’espace et dans le temps chaque fois que l’on crée un nouveau plan que l’on ajoute au précédent... Cette opération, le découpage, fournit après tournage un ensemble de plans que l’on colle l’un derrière l’autre, selon leur logique spatiale et temporelle, dans l’opération du montage. » C'est ce qu'il découvre en 1900 avec La Loupe de grand-maman (qui avait été déjà amorcé un an auparavant avec Ce qu'on voit dans un télescope), qui permet au cinéma de faire un bond prodigieux dans son langage spécifique. « Cette alternance du gros plan et des plans généraux dans une même scène est le principe du découpage. Par là, Smith crée le premier véritable montage. »